# 金崎 (宮崎市)
金崎（かねざき）とは、宮崎県宮崎市内の地名。正式には「宮崎市大字金崎」の表記となる。北地域自治区に属している。郵便番号は880-2234。

## 地理
宮崎市の北西部、北地域自治区の西側に位置するに属する。大淀川支流の本庄川の下流右岸に位置する。低地は主に住宅街・農地となっているほか、一部地区では山林が広がる。
北を本庄川を挟んで東諸県郡国富町大字本庄・大字塚原・大字岩知野、東を大字大瀬町、南を大字糸原、西を大字堤内、大字吉野と接する。

## 地名の由来
「金崎」の由来には以下の説がある。
- 金崎神社背後の山を霧島山というが、古くは金之山もしくは大崎山といった。そのため地元では前者の「金」と後者の「崎」をとって金崎となったとの説。
- 地名学的には「金（かね）」は、砂鉄に関することや曲がった地形に付けられることが多い。金崎は、大淀川と本庄川に挟まれるいわゆる倉岡郷という曲がった土地の先（＝崎）に位置している。

## 歴史
- 1889年5月1日 - 宮崎郡瓜生野村・東諸県郡倉岡村が発足。
- 1951年3月25日 - 宮崎市に編入。
- 2006年1月1日 - 旧瓜生野村・倉岡村域が北地域自治区となる。

## 世帯数と人口
2023年（令和5年）9月1日現在の世帯数と人口は以下の通りである。
| 町丁     | 世帯数  | 人口  |
| -------- | ------- | ----- |
| 大字金崎 | 203世帯 | 434人 |

## 小・中学校の学区
市立小・中学校に通う場合、学区は以下の通りとなる。
| 町名     | 小学校             | 中学校               |
| -------- | ------------------ | -------------------- |
| 大字金崎 | 宮崎市立倉岡小学校 | 宮崎市立宮崎北中学校 |

## 交通

### バス
宮交グループの運営するバスが営業している。

### 道路
- 東九州自動車道（通過のみ）
- 宮崎県道17号南俣宮崎線
- 宮崎県道363号綾宮崎自転車道線
- 宮崎県道351号木脇高岡線